# Tålamod

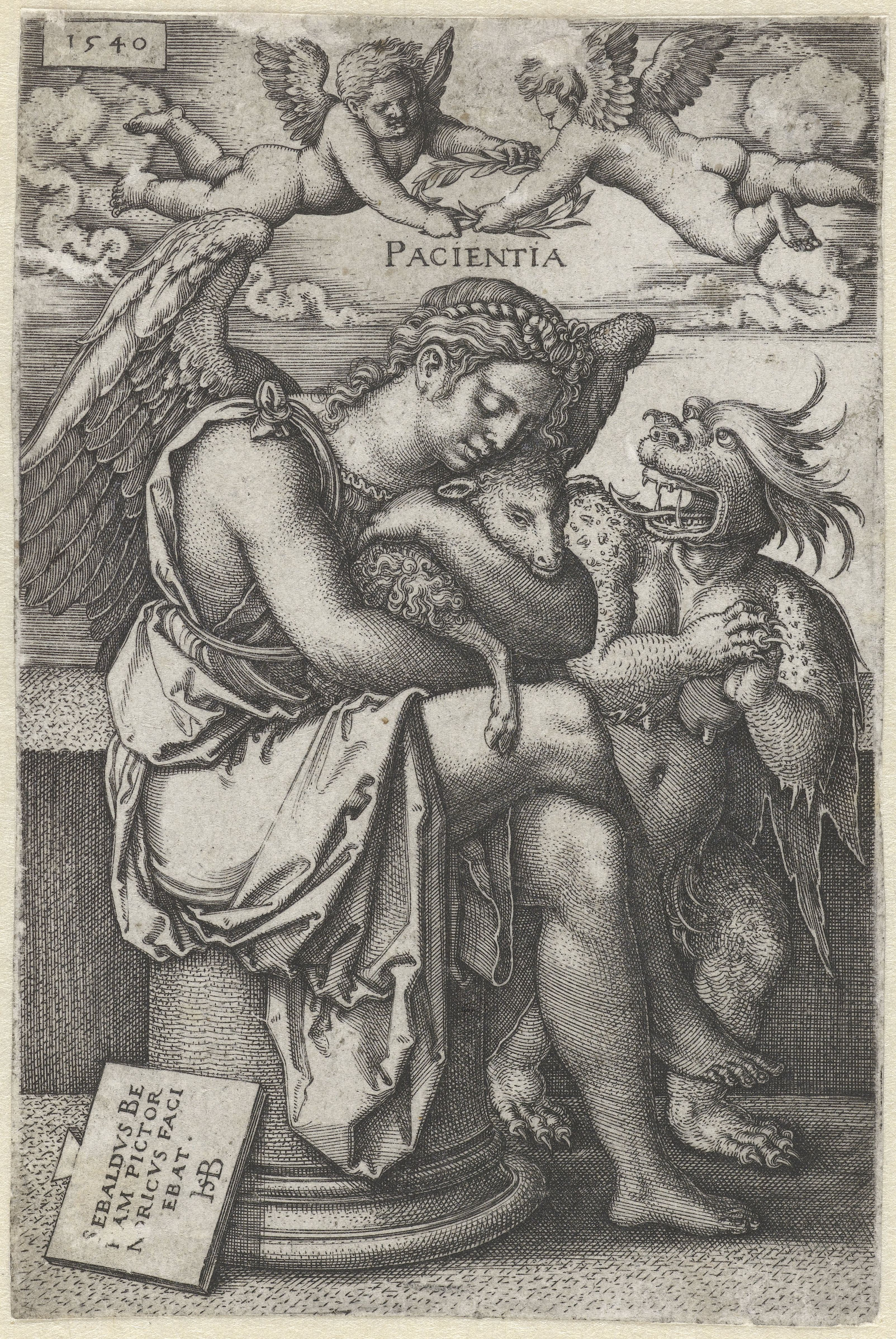
Tålamod, gravyr av Hans Sebald Beham, 1540.

Tålamod betraktas av många som en moraliskt eftertraktansvärd egenskap. Tålamod är förmågan att kunna utstå väntan, förseningar eller svårigheter med bibehållet lugn. En tålmodig person kan hantera yttre stress utan att hänfalla åt okontrollerade känslosvall. Inom vissa religioner framställs tålamod som en dygd, det nämns både i Bibeln och i Koranen. I Bibeln är däremot inte tålamodet en av de fyra kardinaldygderna eller de tre teologiska dygderna.